# Pezoloma scanicum
Pezoloma scanicum är en svampart som tillhör divisionen sporsäcksvampar, och som beskrevs av Laukka. Pezoloma scanicum ingår i släktet Pezoloma, och familjen Hyaloscyphaceae. Arten är reproducerande i Sverige.